# William Thomson (componist)
William Ennis Thomson (Fort Worth, Texas, 24 mei 1927 - 17 mei 2019) is een Amerikaans componist, dirigent en muziekpedagoog.

## Levensloop
Thomson studeerde aan de Indiana University in Bloomington. Hij was een fellow van de Ford Foundation en doceerde en componeerde werken voor harmonieorkesten aan de zogenoemde 'secundaire' scholen. Aan de Indiana University in Bloomington was hij later ook docent, dan professor en hoofd van de afdeling muziektheorie. Verder was hij professor  aan het Cleveland Institut of Music in Cleveland en de Universiteit van Arizona in Tucson. Eveneens was hij professor aan de State University of New York at Buffalo in Buffalo. Sinds 1982 was hij ook werkzaam aan de University of Southern California en in deze periode kwam hij in contact met de Poolse componist Witold Lutosławski.
Hij schreef werken voor verschillende genres en meerdere interessante muziek-theoretische boeken.

## Composities

### Werken voor harmonieorkest
- Permutations, voor harmonieorkest

### Werken voor koor
- Desert Seasons, voor gemengd koor

## Publicaties
- William E. Thomson: Schoenberg's Error - Studies in the Criticism and Theory of Music, University of Pennsylvania Press, Philadelphia, 1991, 217 p., ISBN 0812230884
- William E. Thomson en Richard P. DeLone: Introduction to Ear training, Belmont, California, Wadsworth Pub. Co., 1967, 358 p.
- William E. Thomson: Introduction to Music as Structure - Composition. Elements and techniques of music, Reading, Massachusetts, Addison-Wesley Pub. Co., 1971
- William E. Thomson: Introduction of music reading - concepts and applications, Belmont, California, Wadsworth Pub. Co., 1981.
- William E. Thomson: Music for listeners, Englewood Cliffs, New Jersey, Prentice-Hall, 1978,
- William E. Thomson: The Tonality Frame in Melody, University of Southern California
- Graham H. Phipps: Schoenberg's Error by William Thomson, in: Notes, 2nd Ser., Vol. 49, No. 2 (Dec., 1992), pp. 575-576

- Bibsys: 97015918
- Gemeinsame Normdatei: 14403851X
- International Standard Name Identifier: 0000 0001 1877 8484
- Library of Congress Control Number: n86826457
- Nationale Bibliotheek van Israël: 987007271396805171
- Nederlandse Thesaurus van Auteursnamen: 096751061
- LIBRIS: 212259
- SNAC: w6ff49z4
- Virtual International Authority File: 72888583
- WorldCat: E39PBJxxkr3pG8r3qDmqpk4rMP